# Орехово-Зуево
Оре́хово-Зу́ево е град на областно подчинение в Московска област, Русия. Награден е с орден „Октомврийска революция“ (1970).
Намира се на 98 километра източно от центъра на столицата Москва. Разположен е на река Клязма, ляв приток на Ока. Населението на града е 120 699 души (1 януари 2014).
Образуван е от сливането (с решение на Временното правителство) на 3 юни 1917 година на село Зуево (Богородски уезд, Московска губерния – най-старото от съставните селища, известно от 1209 г.), село Орехово и местечко Николское (Покровски уезд, Владимирска губерния), както и фабричното селище Дубровка.
Орехово-Зуево е сред най-старите в страната центрове на текстилната промишленост, развита още от XVIII век. Известни са предприемачите Морозови, чиито текстилни фабрики в края на ХІХ век дават над половината от продукцията на селищата от бъдещия град. Широко известна е Морозовската стачка от 1885 г., нареждана сред най-големите за онова време – в нея участват 8000 души от общо 11 хил. работници на Морозови.
Градът е считан също за родина на руския футбол: първият мач се състои през 1988 г., а през 1909 г. се създава „Клуб спорта „Орехово““, който следващите 4 години е шампион на Москва. Отбор на местния клуб „Знамя труда“ достига до финала на турнира за купата на СССР през 1962 г. Понастоящем отборът на клуба играе в зона Запад, 2-ра лига на първенството на Русия.
В града провеждат обучение Московският областен хуманитарно-технически институт „Сава Морозов“ (наименуван на основателя на династията Морозови), както и 5 филиала на други висши училища.